# 中津川昴
中津川 昴（なかつがわ すばる、1967年10月19日 - ）は、日本の超常現象研究家である。シリウス系のアカシックレコーダーであり、フリーライターである。別名は昴流（すばる）と名のる。 岩手県二戸市出身。
アカシックレコード（宇宙の巨大仮想図書館）を駆使し、日時に至るまで具体的に細かく言及するという予言方法で話題となる。 テレビ番組やスピリチュアル系雑誌、イベントなどで様々な予言活動を行っている。
- 「Eternal-verse Design」代表（2007年より）。
- 「日本サイ科学会」宇宙生命研究分科会副会長。
- Yahoo!ファンクラブ「日本空中現象調査委員会」編集長（2008年3月より）。
- 「自主映画製作集団玄武映像」所属（2008年4月より）。

## 来歴
中学時代に「科学研究部」という部活動に入部。
1986年4月 - 1991年3月、新潟県長岡市の長岡技術科学大学に在籍し、「SF研究会」にも所属。
1992年4月 - 1996年12月、神奈川県の外資系研究所に勤務しながら、パソコン通信仲間とUFO観望会を行ったり、休みを利用して日本各地を一人旅する。
1994年よりアメリカの心理学者であるゲリー・ボーネルに師事し、アカシックレコードリーディングのトレーニングを開始。
1997年から2003年までの6年間、オーストラリアのビクトリア州メルボルンに移住。 現地でUFO研究団体「VUFORS」と「AUFORN」に所属しながら、アカシックリーディング活動も開始。
1998年3月に帰国するも、3ヵ月後に再びオーストラリアへ渡り、1999年8月にオーストラリアの国立大学であるモナシュ大学の大学院に入学。物理化学、電気化学、半導体物理学を専攻する傍ら、2000年よりアニメ&コミック研究会にも所属した。
2003年よりテレビ番組やCMへの出演を開始。
2007年よりアカシックレコード養成講座や、科学分野の講演会を開始。
2008年より、「昴流（すばる）」の名で映像制作を開始。
2009年11月3日、八ヶ岳まきば公園にて八ヶ岳宇宙人倶楽部が開催した「UFOを招く会」に特別ゲストとして参加。
「2011年からハイパーインフレになる」と予言し、それに備える為に2009年3月より山梨県大月市に一坪農園を開園。関東圏在住者を募って農業を指導している。
2010年9月9日&16日 - TBS系列のバラエティ番組『笑撃!ワンフレーズ』に2週に渡り出演し、タレントに対して数々の詳細なアカシックレコードリーディングを行った事で一躍有名となる。
現在、（株）山口敏太郎タートルカンパニーと対法人業務のみマネージメント契約を結んでいる。

## 人物
- 血液型：O型
- イベントや講演会で日本各地を駆け回っている。
- 1998年9月28日にトールグレイ（宇宙人）にアブダクト（拉致）されてUFOに搭乗し、地球の未来を見せられたと述べている。以来何度もグレイと交流し、月にある秘密基地で超能力を伸ばす訓練を受けたとの事。
- 2010年9月16日放送の『笑撃!ワンフレーズ』にて、「アカシックレコードを使う事で、いつ、誰が、どこで、どのようになるのかが全て分かる」と言及している。
- 好きな芸能人 - 山田涼介、w-inds.、玉山鉄二、東方神起、藍坊主、丸山茂樹、藤澤ノリマサ、緒川たまき、北乃きい
- 好きなアニメ - 『涼宮ハルヒの憂鬱』、『交響詩篇エウレカセブン』、『タッチ』
- 前世ではシリウス第9惑星に居たと述べている。

## エピソード
- 千原ジュニアが、芸能界きっての中津川ファンとして知られている。

## 主な出演作品

### バラエティ番組
- ビートたけしのTVタックル年末特番　超常現象ファイル （2004年12月、テレビ朝日）
- 超常現象サミット I （2005年5月、テレビ朝日）
- 超常現象サミット II （2005年7月、テレビ朝日）
- 『ドスペ！超常現象審議会マル秘スクープサミット!!』（2005年6月11日、テレビ朝日）
- ビートたけしのTVタックル年末特番 （2005年12月、テレビ朝日）
- 笑撃!ワンフレーズ （2010年9月9日 - 16日、TBS）
- 『あさパラ』（2010年9月、読売テレビ）
- にけつッ!! （2010年11月11日、読売テレビ）
- スクール革命! （2010年12月26日、日本テレビ）
- 笑っていいとも! （2010年12月29日、フジテレビ）
- 『もてもてナインティナイン』（2011年11月22日、TBS）
- 『ヨンパラ』（2012年1月8日、TBS）

### webTV
- スティッカムTV『山口敏太郎祭り3』（2010年7月）
- ニコニコ生放送『がんばれ！ホラーズ』（2011年2月18日）
- ニコニコ生放送『日本復活！初夏の超常現象スペシャル2011』（2011年5月31日）
- スティッカムTV『山口敏太郎祭り4』（2011年10月）
- USTREAM『スピリチュアルTV』（2012年1月）

### ライブ
- アセンションコードで観るアセンションイベント（2008年10月11日）
- 第3回 アセンション・シンポジウム（2009年12月21日）
- 八ケ岳UFOコンベンション（2009年9月）
- 八ケ岳UFOコンベンション（2010年9月）
- 名古屋イベント（2010年10月）
- 中野フローチャート「中津川昴のアカシックレコード★ナイト」（2010年10月9日）
- 中野フローチャート「中津川昴の2012年スピリチュアルトークイベント」（2010年11月21日）
- 沖縄アセンションサミット（2010年12月18日）
- 沖縄ヒーリングパラダイス「アカシックレコード講演会」（2010年12月19日）
- 日本サイ科学会第12回宇宙生命研究分科会　第4回アセンション・シンポジウム（2010年12月21日）
- ビオ・マガジン『アネモネ』主催講演会「アカシックレコードに記録された地球進化への道」（2010年12月23日）
- 新宿「EXIT」Live Wire「不思議業界人ファイル #1“超常現象研究家”というリアルな僕の仕事」（2011年4月28日）
- ビオ・マガジン『アネモネ』主催講演会（2011年6月26日）
- スピリチュアルフェアin福岡（2011年9月）
- 八ケ岳UFOコンベンション（2011年10月）

## DVD
- テスラシールド最新情報 （2007年、ワールド・フォーラム）
- 太陽表面活動と文明の興亡 （2007年、ワールド・フォーラム）
- アカシックレコードで観るアセンションイベント （2008年11月28日、ビオ・マガジン）
- 太陽系の夜明けとアセンデットマスター （2009年8月9日、ビオ・マガジン）

## 雑誌
- ビオ・マガジン『アネモネ』（2008年6月号～8月号、2009年～2010年）
- ナチュラルスピリット『スペースシップ』（2008年9月号）
- ナチュラルスピリット『スターピープル』（2009年9月号）
- 辰巳出版『U SPIRITS』（2009年）
- 東光社『たまゆら』（2009年）
- 徳間書店『2012年』（2010年）
- マイウェイ出版『Black Box』「アカシックレコードリーダー三者対決」（2010年12月号）
- 徳間書店・5次元文庫『Q＆Aベスト集成　2012年あなたはこうなる』（2010年12月10日）
- 双葉社『EX大衆』（2010年12月15日）
- イースト・プレス『恋運暦』（2011年5月8日）
- サイゾー社『月刊サイゾー 2011年7月号』（2011年5月18日）